# Quanera Hayes
Quanera Hayes (Dillon, 7 de marzo de 1992) es una deportista estadounidense que compite en atletismo, especialista en la prueba de 400 metros.
Ganó una medalla de oro en el Campeonato Mundial de Atletismo de 2017, cinco medallas en el Campeonato Mundial de Atletismo en Pista Cubierta, entre los años 2016 y 2025, y dos medallas de oro en los Relevos Mundiales, en los años 2017 y 2024.
Participó en dos Juegos Olímpicos de Verano, en los años 2020 y 2024, ocupando el séptimo lugar en Tokio 2020, en la prueba de 400 m.

## Palmarés internacional
| Campeonato Mundial                   | Campeonato Mundial        | Campeonato Mundial | Campeonato Mundial |
| Año                                  | Lugar                     | Medalla            | Prueba             |
| ------------------------------------ | ------------------------- | ------------------ | ------------------ |
| 2017                                 | Londres (Reino Unido)     | Medalla de oro     | 4 × 400 m          |
| Campeonato Mundial en Pista Cubierta |                           |                    |                    |
| Año                                  | Lugar                     | Medalla            | Prueba             |
| 2016                                 | Portland (Estados Unidos) | Medalla de oro     | 4 × 400 m          |
| 2016                                 | Portland (Estados Unidos) | Medalla de bronce  | 400 m              |
| 2018                                 | Birmingham (Reino Unido)  | Medalla de oro     | 4 × 400 m          |
| 2024                                 | Glasgow (Reino Unido)     | Medalla de plata   | 4 × 400 m          |
| 2025                                 | Nankín (China)            | Medalla de oro     | 4 × 400 m          |
| Relevos Mundiales                    |                           |                    |                    |
| Año                                  | Lugar                     | Medalla            | Prueba             |
| 2017                                 | Nasáu (Bahamas)           | Medalla de oro     | 4 × 400 m          |
| 2024                                 | Nasáu (Bahamas)           | Medalla de oro     | 4 × 400 m          |